# 美容師養成施設指定規則
美容師養成施設指定規則（びようしようせいしせつしていきそく）は、1998年（平成10年）1月27日に、日本国の美容師法に基づき厚生省令第8号として公布された省令である。

## 教育内容
- 必修課目
  - 関係法規・制度
  - 衛生管理
  - 美容保健
  - 美容の物理・化学
  - 美容文化論
  - 美容技術理論
  - 美容運営管理
  - 美容実習
- 選択必修課目